# مهدي بونو
مهدي بونو هو لاعب كرة قدم بلجيكي في مركز الوسط، ولد في 8 ديسمبر 1997. لعب مع آود هيفرلي لوفين.

## وصلات خارجية
- مهدي بونو على موقع قاعدة بيانات كرة القدم.إي يو (الإنجليزية)
- مهدي بونو على موقع Soccerway.com (الإنجليزية)